# Amure

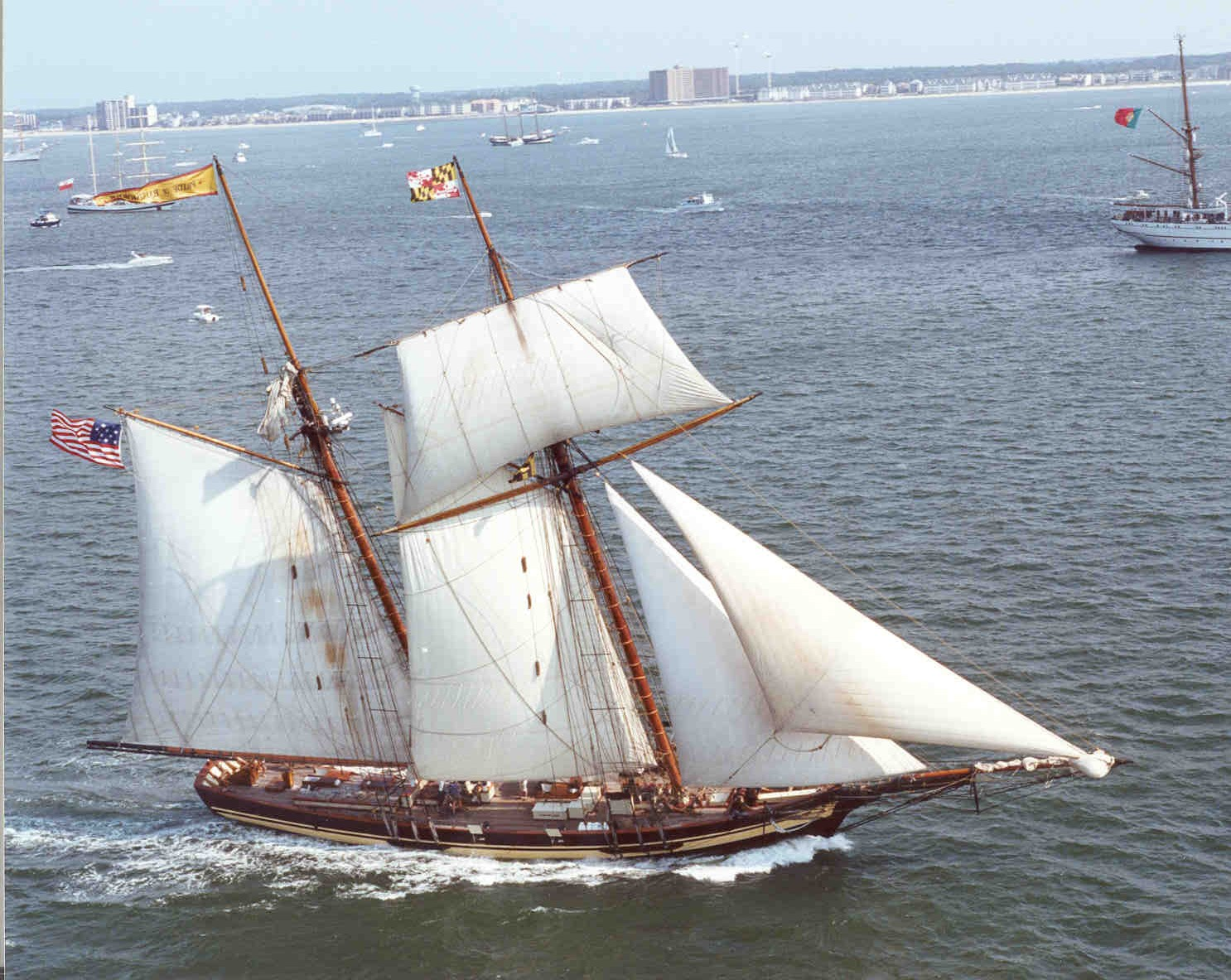
Voilier bâbord amures. Il reçoit le vent de bâbord, de son côté gauche en regardant vers l'avant.

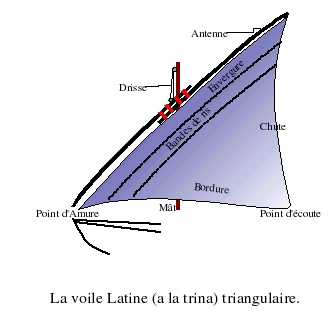
Point d'amure sur une voile latine.

L'amure (tack en anglais) possède deux définitions.
L'amure désigne d'abord un cordage fixé à une voile sur un point d'amure dans le coin inférieur avant d'une voile appelé guindant.
Pour une voile, le point d'amure (au vent) est avant tout le point bas d'une voile, qui est opposé au point d'écoute (sous le vent). Comme l'écoute, qui lui est symétriquement opposée, l'amure maintient en tension vers le bas le coin inférieur d'une basse voile, au pont ou au bout-dehors d'un navire à voiles, sur une bôme ou sur une vergue.
Dans la manœuvre de la voile, là où le point d'écoute est celui qu'il faut tirer contre le vent, le point d'amure est inversement passif.
Dans le cas d'une voile carrée, point d'amure et point d'écoute échangent leur rôle dans la voile suivant l'allure du bâtiment.
Dans le cas d'une voile aurique ou triangulaire,  le point d'amure est au contraire fixe sur la voile (ainsi que le point d'écoute).
En navigation l'amure désigne également la position d'un bateau par rapport au vent ou plus précisément le côté où les amures reçoivent le vent : on dit bâbord amures quand le bateau reçoit le vent par bâbord (gauche) ou tribord amures quand il le reçoit par tribord (droite).

## Règles de navigation
Cette notion est utilisée dans le règlement pour prévenir les abordages en mer (Colreg, règle 12) pour ce qui concerne deux voiliers recevant le vent de bord différents, se trouvant en route de collision. Le voilier tribord amures est alors en situation privilégiée par rapport au voilier bâbord amures.
Cette même règle amplifiée et précisée se retrouve dans les règles de régate, et fait l'objet de divers choix de tactique rapprochée, le bateau tribord amures imposant (souvent à grand cris de « Tribord ! Tribord ! ») sa priorité et s'assurant ainsi une avantageuse position de contrôle ou de marquage sur le voilier non prioritaire.

## Position des amures dans les gréements
Dans les gréements à voile dans l'axe (voile bermudienne, voile houari, aurique, etc.) le point d'amure est donc, au bas de la voile, le point d'attache opposé au point d'écoute (et donc au pied du mât ou en abord) et également le cordage qui maintient ce point fixe.
« Amurer » consiste à amarrer une voile à son point d'amure ou régler la position du point d'amure en fonction de la direction du vent, ce qui n'est possible qu'avec une voile carrée ou un spinnaker.